# Neopalame albida
Neopalame albida är en skalbaggsart som beskrevs av Monné 1985. Neopalame albida ingår i släktet Neopalame och familjen långhorningar. Inga underarter finns listade i Catalogue of Life.